# 큐버트
《큐버트》(Q*bert)는 1982년 고틀리브(Gottlieb)가 개발, 배급한 아케이드 게임이다. 2.5D 효과를 내는 퍼즐 요소를 갖춘 2차원 액션 게임이다. 이 게임의 목적은 적과 장애물을 피하면서 화면 위의 캐릭터를 조작함으로써 피라미드 내의 모든 큐브의 색을 바꾸는 것이다. 플레이어는 조이스틱을 사용하여 캐릭터를 통제한다.
이 게임은 Warren Davis와 제프 리(Jeff Lee)가 고안하였다. 리는 타이틀 캐릭터와 오리지널 개념을 설계하였고, 이후에 Davis가 추가 개발, 구현을 하였다. 큐버트는 프로젝트 이름 Cubes라는 이름으로 개발되었다가 개발 중에 Snots And Boogers와 @!#?@!라는 이름으로 잠시 변경되기도 했다.

## 게임플레이
이 게임은 4방향 조이스틱을 사용하여 플레이한다.
이 게임의 적은 다음과 같다:
- 코일리(Coily)
- 어그(Ugg)와 롱웨이(Wrongway)
- 슬릭(Slick)과 샘(Sam)

## 반응
큐버트는 25,000 아케이드 캐비넷을 판매하면서 상당한 상업적 성공을 가져다준 고틀리브의 유일한 비디오 게임이다.

## 레거시

### 업데이트, 리메이크, 시퀄
- Faster Harder More Challenging Q*bert
- Q*bert's Quest
- Q*bert's Qubes
- Q*bert (1986)
- Q*bert for Game Boy
- Q*bert 3
- Q*bert (1999)
- Q*bert 2004
- Q*bert 2005
- Q*bert Rebooted
- Q*bert (2020)